# Kuschelina vians
Kuschelina vians är en skalbaggsart som först beskrevs av Johann Karl Wilhelm Illiger 1807.  Kuschelina vians ingår i släktet Kuschelina och familjen bladbaggar. Inga underarter finns listade i Catalogue of Life.